# Prinseryd
Prinseryd är en bebyggelse i Bankeryds socken i Jönköpings kommun, ett par km sydväst om Bankeryd. Bebyggelsen klassades av SCB före 2015 som en småort för att därefter räkna den som en del av tätorten Bankeryd.